# Ready To Dance
Ready To Dance is een Engelstalige single van de Belgische band Nacht und Nebel uit 1985.
De single had twee nummers op de B-kant, genaamd Soul, Body and Mind en Blah Blah Blah.
Het nummer staat op het album Victoria 2000.

## Meewerkende artiesten
- Muzikanten
  - Albano Bentano (Keyboards)
  - Chris Joris (percussie)
  - Koen Claeys (gitaar)
  - Pat Pattyn (drums)
  - Patrick Nebel (zang)
  - Phil IJzerdraad (basgitaar)